# Palwei

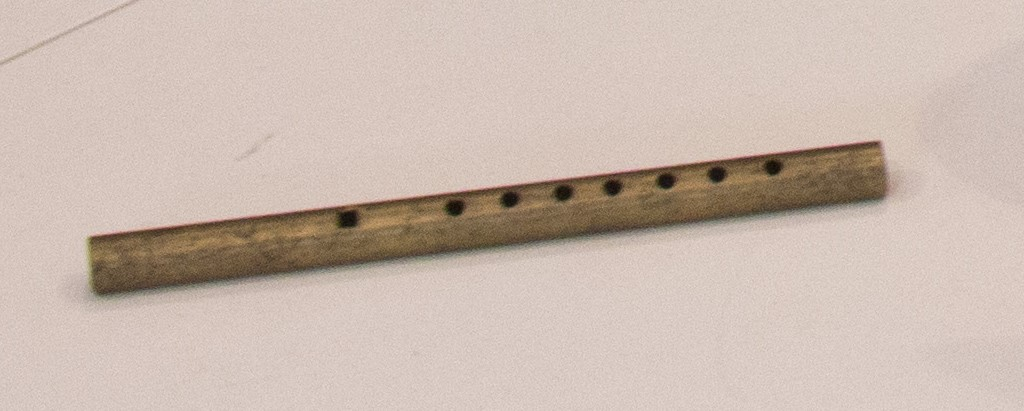
Palwei. Ausschnitt des Fotos unten.

Palwei (birmanisch ပလွေ „Flöte“), auch palwe, palweh (pulwe, pillui, von Proto-Lolo-Birmanisch *p-lwe, Pwo-Karen pilpal ), ist eine längs geblasene Bambusflöte, die in Myanmar hauptsächlich in der Kammermusik gespielt wird. Nach Art der Tonerzeugung durch eine Außenkernspalte gehört die palwei zu den Bandflöten (englisch ring flutes), deren Hauptvertreter die suling in Indonesien ist, wohingegen ein seitliches Loch an der palwei, das einen Mirliton-Effekt erzeugt, eine Verbindung zu einigen ostasiatischen Längs- und Querflöten und zur thailändischen Kernspaltflöte khlui bildet.

## Herkunft und Verbreitung

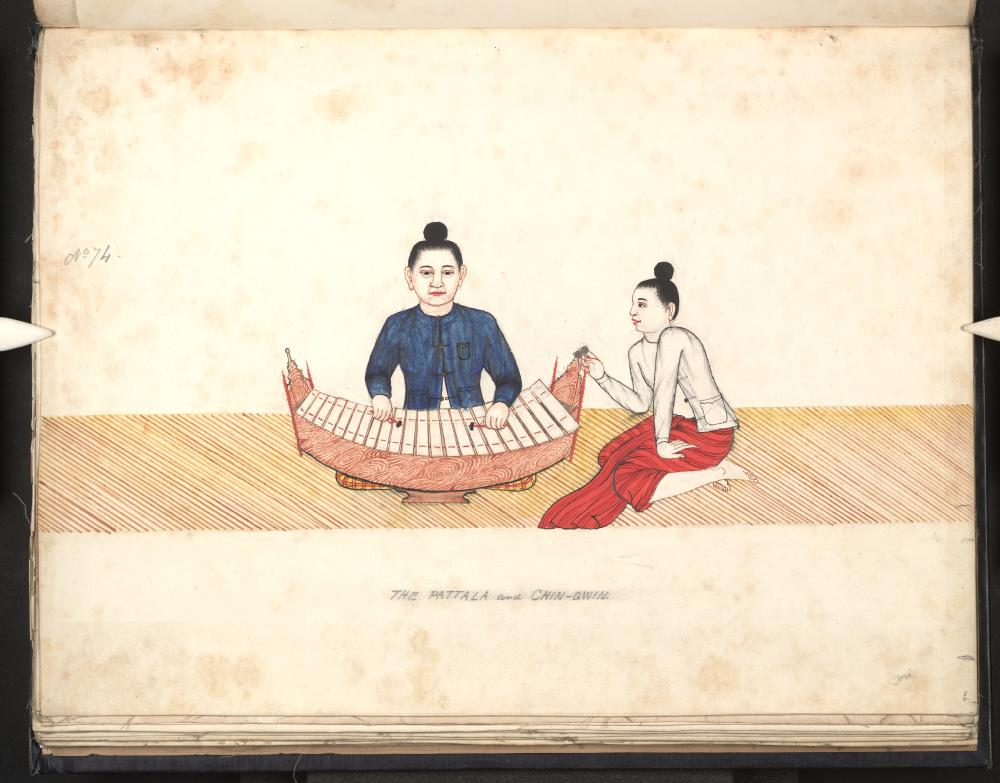
Klassischer Mahagita-Gesang in Myanmar. Die weibliche Gesangsstimme wird vom Bambusxylophon pattala begleitet, alternativ von der Bogenharfe saung gauk. Beide Instrumente werden gelegentlich um eine palwei ergänzt. Aquarell von 1897.

Seit dem 1. Jahrtausend ist ein Einfluss der indischen und der chinesischen Musik auf das Gebiet von Myanmar erkennbar. Beispielsweise gelangte die seit dem 2. Jahrhundert v. Chr. auf indischen Skulpturen und Reliefs abgebildete Bogenharfe (vina) vermutlich mit der Ausbreitung des Buddhismus von Indien nach Myanmar, wo sie Mitte des 7. Jahrhunderts bei den Pyu auf einem Relief auftaucht, und weiter bis ins Reich der Khmer im heutigen Kambodscha. Indische Bogenharfen sind dort in der Hauptstadt Angkor auf Reliefs am Anfang des 13. Jahrhunderts erbauten Bayon abgebildet. Obwohl Querflöten bereits im 1. Jahrtausend häufig an indischen Tempelwänden erscheinen, fehlen sie in Angkor. Dafür finden sich am buddhistischen Heiligtum Borobudur (Anfang 9. Jahrhundert) auf der indonesischen Insel Java neben indischen Bogenharfen und einigen Lauteninstrumenten auch Darstellungen von Querflöten.
In der vom 5. bis zum 7. Jahrhundert blühenden Pyu-Hauptstadt Sri Ksetra wurden Ziegelreste von buddhistischen Klöstern und Stupas freigelegt. Unter den ausgegrabenen Bronzefiguren waren neben mehreren Buddhas, Bodhisattvas und Vishnus musizierende Figuren, von denen eine Flöte, eine Trommel und eine Zimbeln spielt. Zwei weitere Figuren werden als Tänzer und Clown identifiziert. Der früheste schriftliche Hinweis zur burmesischen Musik ist eine chinesische Chronik der Tang-Dynastie (617–907), die über eine Truppe von 35 Musikern und Tänzern aus Pyu berichtet, die zum Jahreswechsel 801/802 am Hof des chinesischen Herrschers in Chang’an gastierte. Zu den erwähnten Musikinstrumenten gehören eine zwei Krokodilzithern (mí-gyaùng), drei Mundorgeln (hnyin), die beide zu auf dem südostasiatischen Festland verbreiteten Instrumentenfamilien gehören, eine Laute mit einem Naga-kopf, eine Laute mit einem wolkenförmig endenden Hals, fünf Stabzithern mit Kalebassenresonatoren, vier Flöten und sechs Trommeln. Längsflöten sind im alten Indien nur wenige abgebildet und kommen bis heute lediglich regional in der Volksmusik vor. Indien hat auch keine Panflöten hervorgebracht. Demgegenüber steht die Bezeichnung hsiao in China seit der Han-Dynastie (207 v. Chr. – 220 n. Chr.) für eine längsgeblasene Bambuskerbflöte und wohl bis in die Tang-Dynastie ebenso für eine Panflöte. Seit dem 12. Jahrhundert bezeichnet xiao eine Bambusflöte mit fünf Fingerlöchern, einem Daumenloch und mindestens zwei seitlichen Löchern am unteren Ende, sowie weitere regionale Längsflötentypen aus Bambus. Die beiden seitlichen Löcher und das Mirliton-Loch in der Nähe des obersten Fingerlochs verbindet die xiao mit der palwei und der in Thailand und Kambodscha gespielten khlui, die nach Art der Tonerzeugung zu den Kernspaltflöten gehört. Weitere Flöten mit Mirliton sind die seit der Ming-Dynastie (1368–1644) gespielte Querflöte dizi (oder di) mit sechs Fingerlöchern, die lange koreanische Bambusquerflöte daegeum, die als eine von drei Flöten im Vereinigten Silla-Reich (668–935) erwähnt wird und bis heute in Korea zur höfischen Musik und Volksmusik gehört, in Vietnam die Querflöte sáo or địch (cai on dic, namentlich abgeleitet von der chinesischen di) und die Querflöte limbe in der Mongolei.
Bei der javanischen suling und der palwei basiert die Tonerzeugung auf dem Prinzip der Außenkernspalte: Die Blasluft wird an einer über dem Wachstumsknoten eingeschnittenen Öffnung in der Rohrwand geleitet, die als Kernspalte fungiert. Durch einen aufgeschobenen Ring (Band) aus einer Pflanzenfaser gelangt die in Schwingung versetzte Luft zurück in die Spielröhre. Bei der javanischen suling befindet sich dieses Band direkt am oberen Ende der Flöte. Suling genannte Bandflöten sind auch in anderen Regionen Indonesiens und unter den muslimischen Bevölkerungsgruppen auf der südphilippinischen Insel Mindanao verbreitet. Mancherorts in Indonesien werden die Bandflöten mit dem aus Indien eingeführten Namen bansi benannt, so bei den Minangkabau im Westen Sumatras (bansi), in Teilen der Provinz Aceh in Nordsumatra (bangsi) und in der Provinz Kalimantan Barat (bangsi). Einer von mehreren Namen für Bandflöten auf der indonesischen Insel Flores ist feko.
Außer bei den indonesischen Bandflöten und der palwei kommen Außenkernspalte an Bambusflöten noch bei den seltenen Doppelquerflöten vor, bei denen der Spieler mittig an einem Internodium in eine Bambusröhre bläst und die Blasluft auf beiden Seiten über Kernspalte geleitet wird, wodurch zwei Töne zugleich entstehen. Eine solche Doppelquerflöte ist die surpava im westindischen Bundesstaat Maharashtra und die bua warue, die gemäß der ethnologischen Literatur um 1900 auf der zu Vanuatu gehörenden Pentecost-Insel im Pazifik vorkam.

## Bauform
Die am häufigsten gespielte palwei besteht aus einem etwa 25 Zentimeter langen Bambusrohr mit einem Wachstumsknoten wenige Zentimeter vom oberen offenen Ende entfernt. Ein ovales Loch ist genau mittig über dem Knoten in die Rohrwand geschnitten. Ein über das Loch gewickeltes Band, das traditionell aus einer Pflanzenfaser und bei modernen Flöten aus einem mit einem Gummiband fixierten Fotofilmstreifen besteht, lenkt die Blasluft durch den Schlitz an der Kante des Wachstumsknotens und in die Spielröhre zurück. Die Flöte hat sieben Fingerlöcher in gleichem Abstand an der Oberseite und ein Daumenloch an der Unterseite. Zwischen der Anblasöffnung und dem ersten Fingerloch befindet sich etwas seitlich versetzt ein weiteres kreisrundes Loch, das mit einer Membran aus einer Zwiebelschale oder einem Spinnenkokon überklebt ist. Ähnliche Mirlitone aus Spinnennetzen sorgen bei Kalebassenresonatoren an afrikanischen Xylophonen und an manchen afrikanischen Saiteninstrumenten für einen schnarrenden Nebenklang. Diese palwei ist auf den Grundton g1 gestimmt. Ihre Stimmung entspricht der kürzeren Variante des Doppelrohrblattinstruments hne galeì (oder hne kales).
Eine mit 35 Zentimetern Länge auf den eine Quinte tieferen Grundton c1 gestimmte Flöte ist die palwei-gyì. Sie entspricht in ihrer Stimmung der tieferen Variante hne-gyì (hne ci oder hne kris). Der Tonumfang bei allen Instrumenten beträgt zwei Oktaven. Hinzu kommt die seltene lange Flöte wun-tha-nú palwei. Neben den Standardflöten mit sieben Fingerlöchern gibt es ferner manche Flöten mit sechs oder vier Fingerlöchern.

## Spielweise

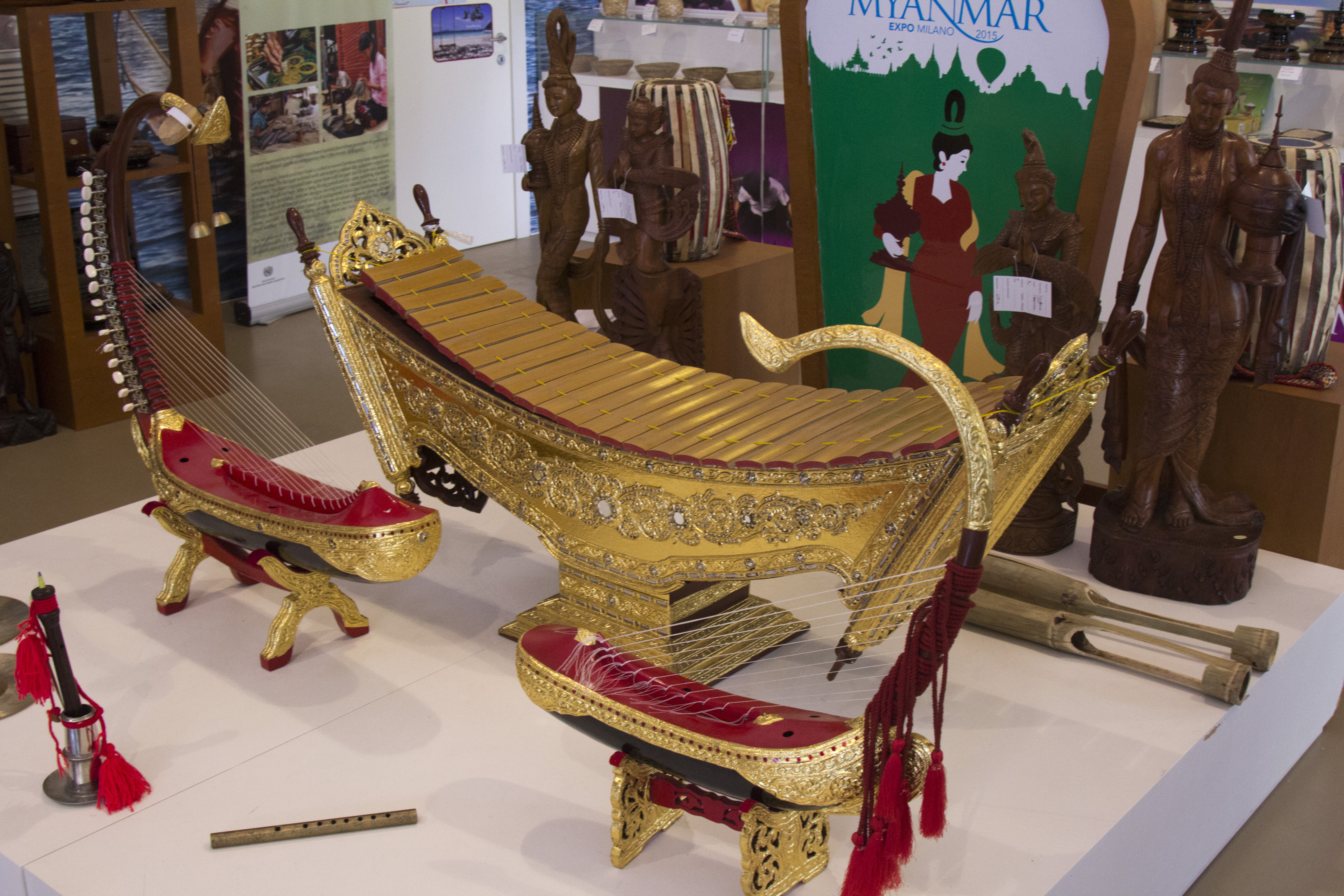
Musikinstrumente aus Myanmar, die in dieser Zusammenstellung in keinem Ensemble vorkommen. Von links: Doppelrohrblattinstrument hne, Flöte palwei, zwei Bogenharfen saung gauk, Trogxylophon pattala und rechts hinten die Bambusschlaggabel walet-hkok. Präsentation von burmesischen Musikinstrumenten auf der Expo 2015 in Mailand.

Das Doppelrohrblattinstrument hne besteht aus einer konischen Holzröhre und besitzt wie die palwei sieben äquidistante Fingerlöcher und ein Daumenloch. Ihr für Kegeloboen typisch lauter durchdringender Klang macht die hne für Ensemblemusik im Freien geeignet. Die beiden Größen der hne und der palwei sind gleich gestimmt, damit bei kammermusikalischen Aufführungen und besonders zur Gesangsbegleitung die leisere Flöte den Part des Rohrblattinstruments übernehmen kann. Hne-Spieler führen üblicherweise ein Paar palwei mit sich, die sie den musikalischen Anforderungen entsprechend gegen ihr Kegeloboenpaar austauschen. Kegeloboe, Flöte, Violine und Gesangsstimme produzieren lange, andauernde Töne, die nach manchen burmesischen Schriften zur Musik, die möglicherweise auf alte indische Quellen zurückgehen, als „weiblich“ gelten, im Unterschied zu den kurzen, „männlichen“ Tönen der Schlaginstrumente.
Was als Musik Myanmars beschrieben wird, ist hauptsächlich die Musik der Bamar (Birmanen), die als Titularnation gut zwei Drittel der Landesbevölkerung ausmachen. Das klassische Orchester der Bamar für Aufführungen im Freien ist das hsaing waing, in welchem neben diversen Schlaginstrumenten (Gongspiele und Trommeln) eine oder zwei Kegeloboen verwendet werden. Diese sind im hsaing waing die einzigen Melodieinstrumente, die anhaltende Töne hervorbringen. Das hsaing waing-Orchester spielt bei zeremoniellen und allgemein festlichen Anlässen, auch zur Begleitung des burmesischen Marionettentheaters yoke thé. Nur in ländlichen Regionen kommt die große Bechertrommel ozi zum Einsatz.
Für die Kammermusik, die bei Konzerten in kleinem Rahmen, im Rundfunk und im Fernsehen zu hören ist, werden als Begleitung der Gesangsstimme entweder die Bogenharfe saung gauk oder das Bambusxylophon pattala (pat-talà) eingesetzt, manchmal um eine palwei verstärkt. Bei modernen Stilen begleiten auch ein Klavier (burmesisch sandaya), eine Violine (burmesisch tayaw, die an die Stelle obsoleter einheimischer Streichlauten getreten ist) oder eine Gitarre. Die kammermusikalischen Lieder bilden die klassische Liedgattung Mahagita (Pali, „großer Gesang“, burmesisch thachin gyi), als deren bedeutendster Komponist Myawaddy Mingyi U Sa (1766–1853) gilt. Eine sehr ungewöhnliche instrumentale Interpretation des Mahagita-Liedes Khine pan zon („viele Blumen“) nahm Ko Kyaut Sein mit seinem Ensemble im Jahr 2000 in Rangun auf. In diesem Stück spielen ein Buckelgongkreis kyi waing, ein pattala als Metallophon mit Klangstäben aus Eisen, ein Bambusxylophon pattala, sechs in einer Reihe aufgestellte, zweifellige Fasstrommeln chauk lon bat, eine kurze und eine lange Kegeloboe hne, eine palwei und als Taktgeber siwa, eine Kombination aus Handzimbeln (si) und einer kleinen Klapper (wa), die stets zusammen von einem Musiker geschlagen werden.
Die Shan und die kleineren Minderheitenvölker in den Bergregionen pflegen eigene Musikstile und verwenden eigene Musikinstrumente. So besitzen die Kachin im äußersten Norden neben der etwa 37 Zentimeter langen Bambuslängsflöte sumpyi mit sechs Fingerlöchern noch die besondere mittig angeblasene Bambusquerflöte htu ren ohne Fingerlöcher, der ein hohes Alter attestiert wird. Die htu ren wurde von den Kachin früher zur Begleitung von Ernteliedern, Arbeitsliedern beim Reisstampfen und von Hirtenliedern verwendet.
Die Taungyo, eine Untergruppe der Bamar im östlichen Shan-Staat, spielen die Bechertrommel ozi mit Buckelgongs und der Bambusschlaggabel walet-hkok (ähnlich der nordostindischen toka) in einem laut klingenden Ensemble im Freien. Bei einem leiseren Ensemble für die Unterhaltungsmusik in geschlossenen Räumen ersetzen sie die Trommelschläge durch die – der htu ren entsprechende – mittig geblasene Bambusquerflöte tet htet woo. Bei dieser 80 Zentimeter langen Querflöte lassen sich durch Öffnen oder Schließen der beiden Enden mit einem Finger insgesamt fünf Töne erzeugen.